# Вільям Гілі Далл
Вільям Гілі Далл (англ. William Healey Dall; 21 серпня 1845 — 27 березня 1927) — американський натураліст, малаколог, палеонтолог, один з найдавніших наукових дослідників ландшафту Аляски. Він описав багато видів молюсків Тихоокеанського узбережжя Північної Америки, і протягом багатьох років був головним спеціалістом США з живих і викопних молюсків.
Далл також зробив значний внесок в орнітологію, зоологію хребетних та безхребетних, фізичну і культурну антропологію, океанографію та палеонтологію. Крім того, він здійснив метеорологічні спостереження на Алясці для Смітсонівського інституту.

## Біографія
Народився у 1845 році в Бостон в сім'ї унітаріанського священника. У 1855 році батько переїхав в Індію, де займався місіонерством. Сім'я залишилася в США, у Массачусетсі.
Вільям з дитинства цікавився молюсками. У 1863 році вступив до Гарварду, де вивчав малакологію, анатомію та медицину.
Після навчання Далл працював у Чикаго. У 1865 році компанія «Western Union Telegraph Company» організувала експедицію на Аляску, метою якою було вивчення можливості прокладення телеграфного кабелю з Каліфорнії до Москви. Далл влаштувався помічником Роберта Кеннікотта, головного науковця експедиції. На борту кліпера «Nightingale» під командуванням китобійника та натураліста Чарльза Мелвілла Сканмона, Далл досліджував узбережжя Аляски (на той час ще російської території) та Східного Сибіру. У 1866 році Далл продовжив вивчення маршруту майбутнього телеграфу вздовж річки Юкон на Алясці. У 1867 році Аляски перейшла до США і фінансування експедиції припинилось. Проте Вільям Далл продовжив вивчення Аляски за власний кошт. Повернувшись у США у 1868 році, він вивчав та катологізував зразки, зібрані під час експедиції. У 1871—1874 роках здійснив ще дві експедиції на Алеутські острови та долину Юкону.
У 1880 році одружився з Аннет Вітні. Медовий місяць вони провели на Алясці. У 1885 році Вільям влаштувався палеонтологом у Геологічну службу США. Також він став куратором відділення палеонтології безхребетних Національного музею США, вивчаючи викопні та сучасні молюски.

## Епоніми
На честь Вільяма Далла названо:
- брахіоподи:
  - Dallina Beecher, 1895
- молюски:
  - Conus dalli Stearns, 1873
  - Dalliella Cossman, 1895
  - Haliotis dalli Henderson, 1915
  - Rissoina dalli Bartsch, 1915
  - Caecum dalli Bartsch, 1920
  - Notoplax dalli Is. & Iw. Taki, 1929
  - Knefastia dalli Bartsch, 1944
  - Cirsotrema dalli Rehder, 1945
  - Hanleya dalli Kaas, 1957
  - Propeamussium dalli E.A. Smith, 1886
- ссавці:
  - Ovis dalli Nelson, 1884
  - Phocoenoides dalli F. True 1885
- острів (англ. Dall Island) у складі Архіпелагу Олександра